# Radschnellweg Euregio (RS4)
Der Radschnellweg Euregio, kurz RS4, ist ein geplanter rund 19 Kilometer langer Radschnellweg von Aachen nach Herzogenrath, bzw. Kerkrade und Heerlen. Über ihn soll der Nordkreis der Städteregion an die Stadt Aachen angeschlossen werden. Zudem sollen über Seitenverbindungen die niederländischen Städte Kerkrade und Heerlen und das dortige Verbindungsnetzes angebunden werden.

## Chronik
| Jahr    | Ereignis |
| ------- | --- |
| 2013    | Teilnahme am Planungswettbewerb Radschnellwege                                                                   |
| 2017    | Abschluss Machbarkeitsstudie                                                                                     |
| 2019    | Planungsvereinbarung zwischen Land Nordrhein-Westfalen, StädteRegion Aachen, Stadt Aachen und Stadt Herzogenrath |
| ab 2020 | Linienfindung |

## Geplanter Linienverlauf
Noch befindet sich der Radschnellweg in der Vorplanung. Das Linienfindungsverfahren ist noch nicht abgeschlossen. Die in der Machbarkeitsstudie favorisierte Linie verläuft aus der Aachener Innenstadt über die Wüllnerstraße und Turmstraße kommend auf der ehemaligen Bahntrasse zunächst auf der Rütscher Straße bis zur Einmündung Nizzaallee und anschließend auf dem Bahndamm über Laurensberg nach Richterich. Hierfür wären zwei Brücken zur Querung der in den siebziger Jahren erbauten Schnellstraße (L270: Toledoring und Kohlscheider Straße, 50° 48′ N, 6° 4′ O) und der Schlossparkstraße (50° 48′ N, 6° 4′ O) in Laurensberg zu errichten. In Richterich ist ein Verlauf entlang der Roermonderstraße bis zur Kreuzung mit der Umgehungsstraße (Kohlscheider Straße) geplant, hinter der der Radschnellweg die Roermonder Straße kreuzen und nach Osten verlassen soll. Im Weiteren soll der Radweg auf der alten Bahnstrecke Würselen Nord–Kohlscheid durch Kohlscheid geführt werden. Herzogenrath wird dann erreicht auf einer Trasse westlich der Bahnstrecke Aachen–Mönchengladbach und Querung der Bahnstrecke vor dem Ortseingang über eine derzeit demontierte Brücke (50° 52′ N, 6° 5′ O). Aufgrund von Umweltbedenken kritisieren Umweltschützer (unter anderem vom Bund für Umwelt und Naturschutz Deutschland) und Anwohner den geplanten Linienverlauf. 